# Inter Bratysława
Inter Bratislava – wielosekcyjny klub sportowy działający w takich dyscyplinach sportu jak: lekkoatletyka, koszykówka, kolarstwo, piłka nożna, piłka ręczna, kajakarstwo, gimnastyka sportowa, tenis, siatkówka, sporty wodne

## Informacje ogólne
- Pełna nazwa: Futbalový Klub Inter Bratislava
- Adres: Junácka 10, 832 84 Bratislava, Slovensko
- Rok założenia: 1940
- Barwy: żółto-czarno-żółte
- Stadion: Pasienky,
  - pojemność: 13000,
  - wymiary: 105 × 68 m,
  - oświetlenie: 1200 lx
- Strona internetowa: www.interbratislava.sk
- Trener Maksymilian Maciejczak

## Sekcja piłkarska – Futbalový klub Inter Bratislava a.s.

### Chronologia nazw
- 1940: Športový klub (ŠK) Apollo Bratislava
- 1949: Sokol Apollo Bratislava'
- 1952: Dobrovoľná športová organizácia (DŠO) Iskra Slovnaft Bratislava
- 1962: Telovýchovná jednota (TJ) Slovnaft Bratislava
- 1965: Telovýchovná jednota (TJ) Internacionál Slovnaft Bratislava
- 1986: TJ Internacionál Slovnaft ZŤS Bratislava-Petržalka – podczas fuzji z ZŤS Petržalka
- 1990: Telovýchovná jednota (TJ) Internacionál Slovnaft Bratislava – po zakończeniu fuzji
- 1992: Futbalový klub Asociácia športových klubov (FK AŠK) Inter Slovnaft Bratislava
- 2004: FK Inter Bratislava, a.s.
- 2009: Inter Bratislava, o.z. – ponowne założenie po odsprzedaniu licencji ligowej do FK Senica
- 2014: Futbalový klub (FK) Inter Bratislava, a.s.

### Sukcesy
- Słowacja
  - Mistrzostwo Słowacji: 2000, 2001
  - Puchar Słowacji: 1995, 2000, 2001
- Czechosłowacja
  - Mistrzostwo Czechosłowacji: 1959
  - Puchar Czechosłowacji: 1984

## Europejskie puchary
Legenda do wszystkich tabel:
- Q – runda eliminacyjna, 1/16, 1/8, 1/4, 1/2 – odpowiednia faza rozgrywek, Grupa – runda grupowa, 1r gr – pierwsza runda grupowa, 2r gr – druga runda grupowa, F – finał, R – runda, PO – play-off
- k. – rzuty karne, los. – losowanie, Dogr. – dogrywka, w. – zasada bramek strzelonych na wyjeździe

| Sezon     | Rozgrywki                 | Runda | Klub                 | Dom  | Wyjazd | Ogólnie    |
| --------- | ------------------------- | ----- | -------------------- | ---- | ------ | ---------- |
| 1959/60   | Puchar Europy             | Q     | FC Porto             | 2–1  | 2–0    | 4–1        |
| 1959/60   | Puchar Europy             | 1R    | Rangers              | 1–1  | 3–4    | 4–5        |
| 1975/76   | Puchar UEFA               | 1R    | Real Saragossa       | 5–0  | 3–2    | 8–2        |
| 1975/76   | Puchar UEFA               | 2R    | AEK Ateny            | 2–0  | 1–3    | 3–3, w.    |
| 1975/76   | Puchar UEFA               | 3R    | Stal Mielec          | 1–0  | 0–2    | 1–2        |
| 1977/78   | Puchar UEFA               | 1R    | Rapid Wiedeń         | 0–1  | 3–0    | 3–1        |
| 1977/78   | Puchar UEFA               | 2R    | Grasshoppers         | 1–0  | 1–5    | 2–5        |
| 1983/84   | Puchar UEFA               | 1R    | Rabat Ajax           | 10–0 | 6–0    | 16–0       |
| 1983/84   | Puchar UEFA               | 2R    | Radnički Nisz        | 3–2  | 0–4    | 3–6        |
| 1984/85   | Puchar Zdobywców Pucharów | 1R    | FC Kuusysi           | 2–1  | 0–0    | 2–1        |
| 1984/85   | Puchar Zdobywców Pucharów | 2R    | Everton              | 0–1  | 0–3    | 0–4        |
| 1988/89   | Puchar Zdobywców Pucharów | 1R    | CSKA Sofia           | 2–3  | 0–5    | 2–8        |
| 1990/91   | Puchar UEFA               | 1R    | Avenir Beggen        | 5–0  | 1–2    | 6–2        |
| 1990/91   | Puchar UEFA               | 2R    | 1. FC Köln           | 0–2  | 1–0    | 1–2        |
| 1994/95   | Puchar UEFA               | Q     | Myllykosken Pallo-47 | 0–3  | 1–0    | 1–3        |
| 1995/96   | Puchar Zdobywców Pucharów | Q     | Valletta FC          | 5–2  | 0–0    | 5–2        |
| 1995/96   | Puchar Zdobywców Pucharów | 1R    | Real Saragossa       | 0–2  | 1–3    | 1–5        |
| 1998/99   | Puchar UEFA               | 1Q    | KF Tirana            | 2–0  | 2–0    | 4–0        |
| 1998/99   | Puchar UEFA               | 2Q    | Slavia Praga         | 2–0  | 0–4    | 2–4        |
| 1999/2000 | Puchar UEFA               | Q     | Bylis Ballsh         | 3–1  | 2–0    | 5–1        |
| 1999/2000 | Puchar UEFA               | 1R    | Rapid Wiedeń         | 1–0  | 2–1    | 3–1        |
| 1999/2000 | Puchar UEFA               | 2R    | FC Nantes            | 0–3  | 0–4    | 0–7        |
| 2000/01   | Liga Mistrzów             | 2Q    | FC Haka              | 1–0  | 0–0    | 1–0, Dogr. |
| 2000/01   | Liga Mistrzów             | 3Q    | Olympique Lyon       | 1–2  | 1–2    | 2–4        |
| 2000/01   | Puchar UEFA               | 1R    | Roda JC Kerkrade     | 2–1  | 2–0    | 4–1        |
| 2000/01   | Puchar UEFA               | 2R    | Lokomotiw Moskwa     | 1–2  | 0–1    | 1–3        |
| 2001/02   | Liga Mistrzów             | 2Q    | Sławija Mozyrz       | 1–0  | 1–0    | 2–0        |
| 2001/02   | Liga Mistrzów             | 3Q    | Rosenborg            | 3–3  | 0–4    | 3–7        |
| 2001/02   | Puchar UEFA               | 1R    | Liteks Łowecz        | 1–0  | 0–3    | 1–3        |